# Zachary Donohue
Zachary Tyler Donohue (Hartford, 8 de enero de 1991) es un deportista estadounidense que compitió en patinaje artístico, en la modalidad de danza sobre hielo.
Participó en dos Juegos Olímpicos de Invierno, obteniendo dos medallas en Pekín 2022, oro por equipo y bronce en danza sobre hielo (junto con Madison Hubbell), y el cuarto lugar en Pyeongchang 2018, en danza sobre hielo.
Ganó cuatro medallas en el Campeonato Mundial de Patinaje Artístico sobre Hielo entre los años 2018 y 2022, y dos medallas en el Campeonato de los Cuatro Continentes de Patinaje Artístico sobre Hielo, en los años 2014 y 2020.

## Palmarés internacional
| Juegos Olímpicos                     | Juegos Olímpicos      | Juegos Olímpicos  | Juegos Olímpicos  |
| Año                                  | Lugar                 | Medalla           | Prueba            |
| ------------------------------------ | --------------------- | ----------------- | ----------------- |
| 2022                                 | Pekín (China)         | Medalla de oro    | Equipo            |
| 2022                                 | Pekín (China)         | Medalla de bronce | Danza sobre hielo |
| Campeonato Mundial                   |                       |                   |                   |
| Año                                  | Lugar                 | Medalla           | Categoría         |
| 2018                                 | Milán (Italia)        | Medalla de plata  | Danza sobre hielo |
| 2019                                 | Saitama (Japón)       | Medalla de bronce | Danza sobre hielo |
| 2021                                 | Estocolmo (Suecia)    | Medalla de plata  | Danza sobre hielo |
| 2022                                 | Montpellier (Francia) | Medalla de plata  | Danza sobre hielo |
| Campeonato de los Cuatro Continentes |                       |                   |                   |
| Año                                  | Lugar                 | Medalla           | Categoría         |
| 2014                                 | Taipéi (Taiwán)       | Medalla de oro    | Danza sobre hielo |
| 2020                                 | Seúl (Corea del Sur)  | Medalla de bronce | Danza sobre hielo |